# Habitatge a l'avinguda d'Espanya, 24 (Tremp)
L'Habitatge a l'avinguda d'Espanya, 24 és un edifici de Tremp (Pallars Jussà) protegit com a Bé Cultural d'Interès Local.

## Descripció
Es tracta d'un edifici entre mitgeres situat a l'Avinguda d'Espanya. L'edifici consta d'una construcció de cinc altures, planta baixa i quatre pisos. Destaca la tribuna amb els caires arrodonits i motllurats que ocupa dues altures, element i forma molt característica de l'arquitectura domèstica de mitjan segle xx. L'amplada del frontis es delimita per dues franges verticals de carreus disposats en zig-zag. Aquesta mateixa disposició s'aprecia en els brancals de les obertures de les dues darreres plantes de l'edifici.
L'edifici presenta una consonància formal amb l'immoble annex, el número 22.